# Čarodějovy hodiny
Čarodějovy hodiny (v anglickém originále The House with a Clock in Its Walls) je americký fantasy film z roku 2018. Režisérem filmu je Eli Roth. Hlavní role ve filmu ztvárnili Jack Black, Cate Blanchett, Owen Vaccaro, Renée Elise Goldsberry a Sunny Suljic.

## Obsazení
| Jack Black             | Jonathan Barnavelt |
| Cate Blanchett         | Florence Zimmerman |
| Owen Vaccaro           | Lewis Barnavelt    |
| Renée Elise Goldsberry | Selena Izard       |
| Sunny Suljic           | Tarby Corrigan     |
| Colleen Camp           | paní Hanchett      |
| Lorenza Izzo           | Lewisova matka     |
| Kyle MacLachlan        | Isaac Izard        |